# Leopold von Schrötter
Leopold Schrötter Ritter von Kristelli (Graz, 5 febbraio 1837 – Vienna, 22 aprile 1908) è stato un medico austriaco.

## Biografia
Figlio del chimico Anton Schrötter von Kristelli e padre del medico Hermann von Schrötter (1870-1928).
Leopold Schrötter Ritter von Kristelli studiò presso l'Akademisches Gymnasium di Graz, in Austria. Nel 1861 conseguì il dottorato di medicina presso l'Università di Vienna e dopo la laurea rimase a Vienna come chirurgo, sotto Franz Schuh (1804-1865). Dal 1863 al 1869 fu assistente di Josef Škoda (1805-1881), conseguendo la sua abilitazione nel 1867.
Dopo la morte di Ludwig Türck (1810-1868) raggiunse la prima presidenza di laringologia presso l'Università di Vienna, e tre anni dopo diventò direttore della prima clinica laringeologica del Ospedale Generale di Vienna (Allgemeines Krankenhaus). Nel 1875 divenne professore associato di laringeologia e dal 1875 al 1881 direttore del dipartimento di medicina interna. Nel 1881 fu nominato Primararzt (medico primario) presso l'Ospedale Generale di Vienna, e nel 1890 fu nominato professore e direttore della terza clinica medica di Vienna.
Oltre alla sua esperienza nel campo della laringeologia, Schrötter è ricordato per il suo lavoro sulle malattie del cuore e dei polmoni. Era anche una forza trainante nella costruzione dell'Lungenheilanstalt, una clinica medica aperta nel 1898. Con il chirurgo britannico James Paget (1814-1899) venne chiamata la malattia omonima di Paget-Schrötter, una forma di trombosi venosa profonda degli arti superiori, una condizione medica in cui il sangue si coagula nelle vene profonde delle braccia.

## Opere principali
Tra le sue opere vi è un trattato sulle malattie cardiache che è stato incluso nella Handbuch der speciellen Pathologie und Therapie di Hugo Wilhelm von Ziemssen. Altre opere note di Schrötter di:
- Beitrag zur Behandlung der Larynx-Stenosen, 1876.
- Beitrag zur localen Anaesthesie des Larynx, 1881.
- Über die Lungentuberkulose und die Mittel zu ihrer Heilung, 1891.
- Hygiene der Lunge im gesunden und kranken Zustand, 1903.
- Über Hotelbau vom hygienischen Standpunkte, 1906.